# Шевалье, Годфри

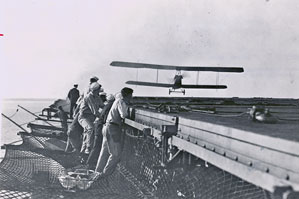
Первая посадка самолета Aeromarine 39 управляемого Г. Шевалье на палубу USS Langley (CV-1). 22.10.1922 г.

Годфри де Курсель Шевалье (англ. Godfrey DeCourcelles Chevalier; 7 марта 1889, Провиденс, штат Род-Айленд, США — 14 ноября 1922, Норфолк) — американский летчик первой четверти XX века. Лейтенант-коммандер, участник Первой мировой войны. Один из первых военно-морских летчиков ВМС США.

## Биография
В 1910 году окончил Военно-морскую академию США и был назначен пилотом ВМС. С ноября 1915 по ноябрь 1918 года — военно-морской летчиком.
8 мая 1913 года энсин Шевалье был вторым пилотом гидросамолёта, совершившего дальний перелет в 169 миль от военно-морской верфи в Вашингтоне вниз по р. Потомак, а затем вверх от Чесапик-Бэй до Аннаполиса, штат Мэриленд. Полет занял три часа пять минут.
В 1916 году Г. Шевалье принял участие в установке и испытании первой реальной авиакатапульты, используемой в ВМС США и пилотировал первый самолет, запущенный ею с палубы броненосца USS «Северная Каролина».
В ноябре 1917 года командовал первым военно-морским аэродромом в Дюнкерке (Франция).
В 1922 году был назначен на первый авианосец ВМС США USS Langley (CV-1). 26 октября 1922 года Шевалье на биплане Aeromarine 39 совершил первую посадку на палубу Langley.
Выдающийся пионер авиации ВМФ США Г. Шевалье умер в Военно-морском госпитале на базе Норфолк 14 ноября 1922 г. в результате травм, полученных им 12 ноября при крушении самолета близ Локхавена в штате Вирджиния.

## Награды
- Медаль Победы в Первой мировой войне (США)
- Медаль «За выдающуюся службу» (ВМС США).

## Память
- В его честь был назван корабли USS Chevalier (DD-451) и USS Chevalier (DD-805), а также аэродром военно-морской базы в Пенсакола, штат Флорида.